# آنخل فرناندس پرس
آنخل فرناندس پرس (اسپانیایی: Ángel Fernández Pérez‎؛ زادهٔ ۱۶ سپتامبر ۱۹۸۸) بازیکن هندبال اهل اسپانیا است.
از باشگاه‌هایی که در آن بازی کرده‌است می‌توان به باشگاه بارسلونا اشاره کرد.